# Régiment de Vogué cavalerie
Le régiment de Vogué cavalerie est un régiment de cavalerie du royaume de France créé en 1666.

## Création et différentes dénominations
- 1666 : création du régiment de Thury cavalerie
- 1674 : renommé régiment de Saint-Vallery cavalerie
- 1691 : renommé régiment de Saint-Lievier cavalerie
- 8 janvier 1696 : renommé régiment de Ruffey cavalerie
- 27 février 1705 : renommé régiment de Marcillac cavalerie
- 6 mars 1719 : renommé régiment de Montrevel cavalerie
- 1734 : renommé régiment de Vogué cavalerie
- 1744 : renommé régiment de Saint-Jal cavalerie
- 1759 : renommé régiment de Vogué cavalerie
- 1761 : réformé par incorporation au régiment Royal cavalerie

## Équipement

### Étendards
4 étendards de « soye rouge, bordez de blanc, Soleil d’or au milieu brodé, & frangez d’or ».

Étendards
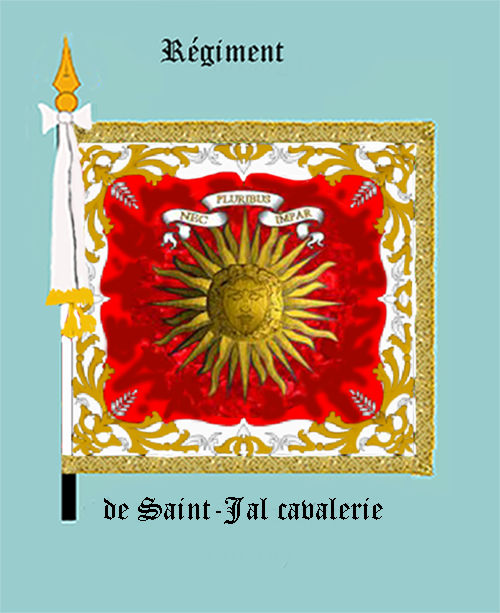
régiment de Saint Jal, avers et revers
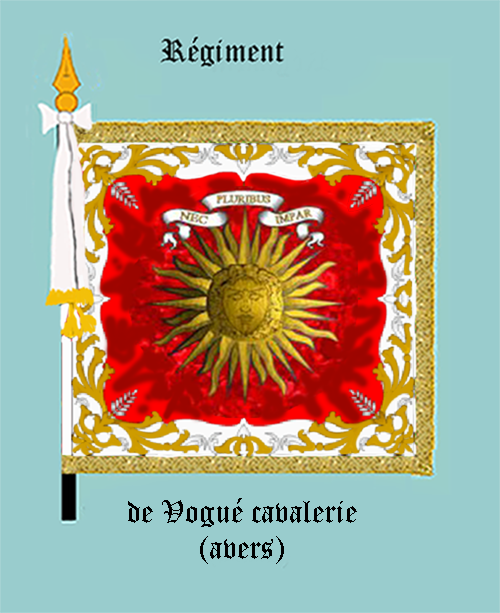
régiment de Vogué, avers
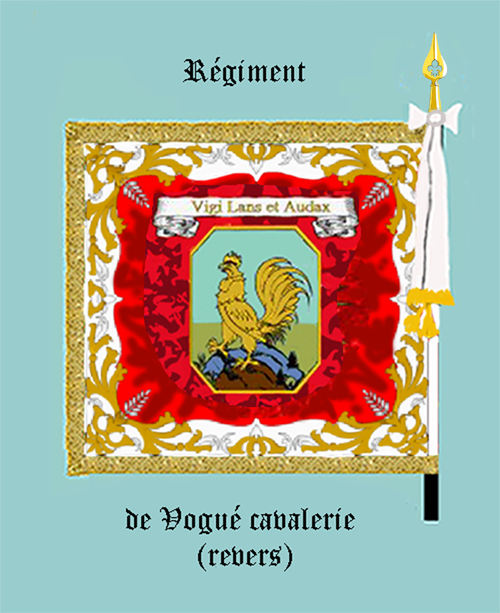
régiment de Vogué, revers

### Habillement

Uniformes
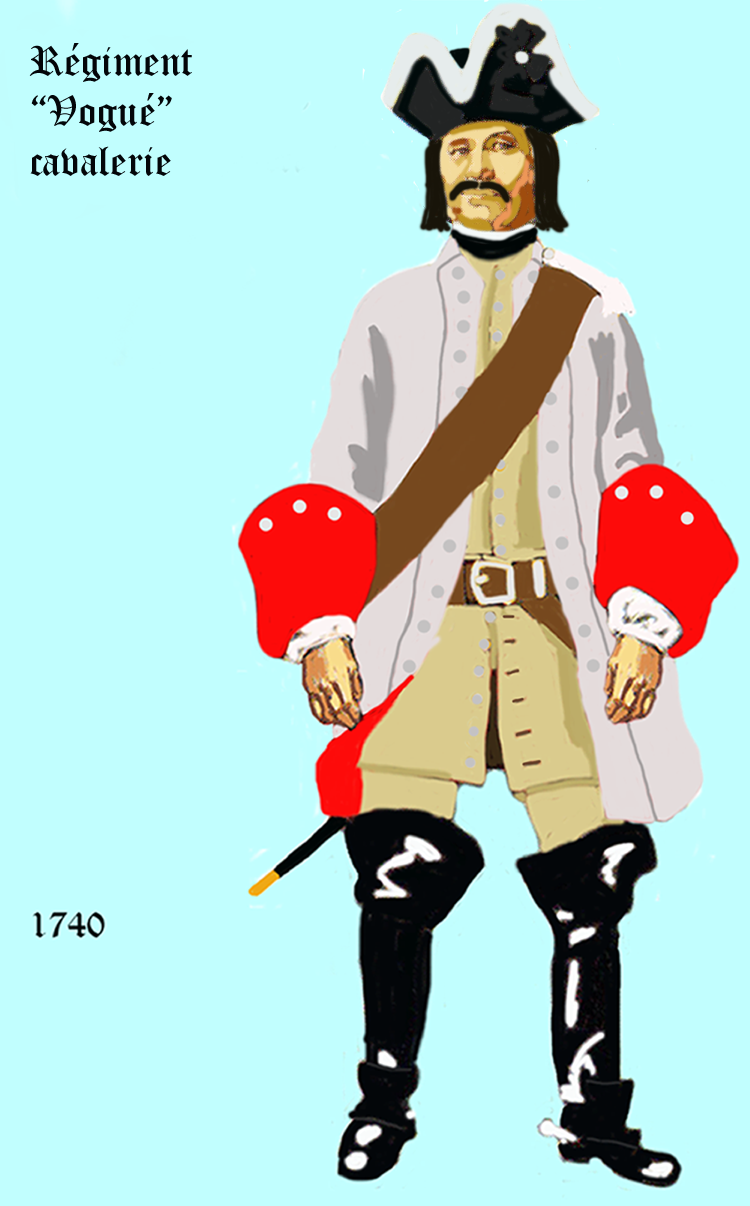
de 1740 à 1757
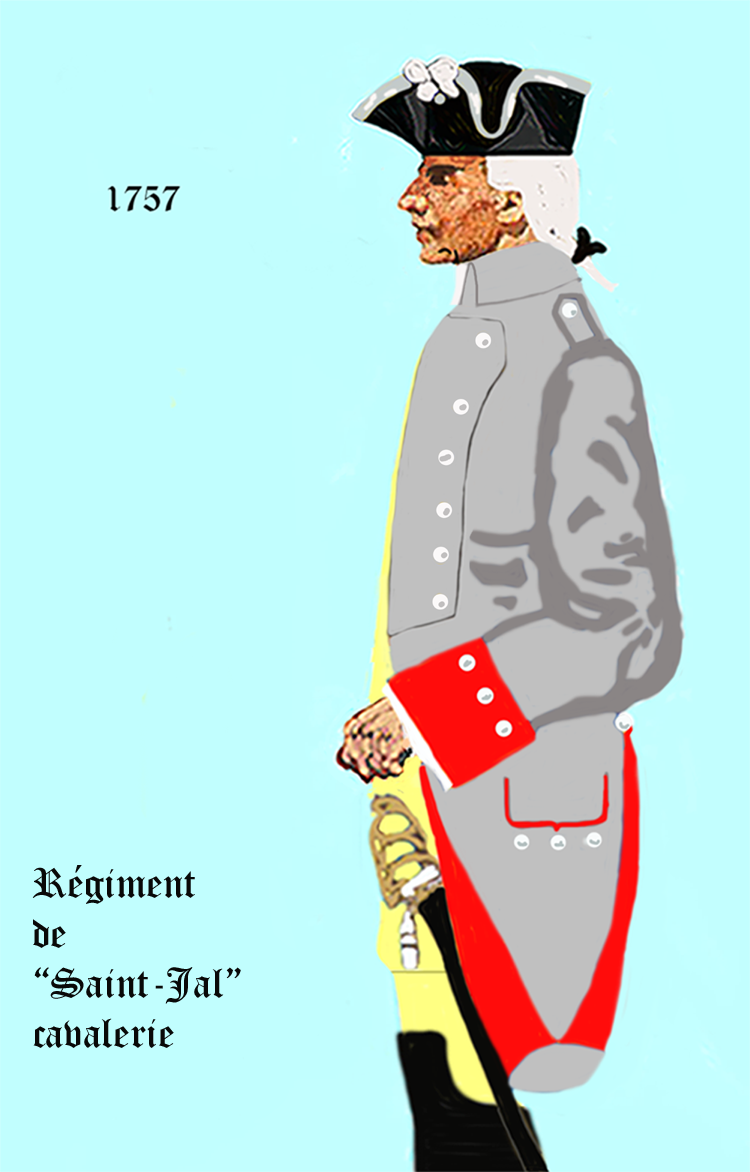
de 1757 à 1761

## Historique

### Mestres de camp
- 8 janvier 1696 : Louis Anne Marie Damas, comte de Ruffey, brigadier le 29 janvier 1702, maréchal de camp le 26 octobre 1704, lieutenant général le 29 mars 1710, † 23 septembre 1722
- 27 février 1705 : Henry de Crugy, comte de Marcillac, brigadier le 29 janvier 1709, maréchal de camp le 1er février 1719
- 6 mars 1719 : Melchior Esprit de la Baume, comte de Montrevel, brigadier le 1er février 1719, maréchal de camp le 20 février 1734, † 13 janvier 1740
- 1734 : marquis de Vogué
- 1744 : comte de Saint-Jal
- 1759 : comte de Vogué (ci-devant capitaine réformé au régiment d’Aquitaine cavalerie)

### Campagne et batailles
- Guerre de Succession d'Espagne

15 novembre 1703: bataille de Spire

### Quartiers
- Montbrizon[1]